# جورج لورانس (سياسي)
جورج لورانس هو سياسي كندي، ولد في 21 مارس 1857، وتوفي في 1924. انتخب عضو المجلس التنفيذي لمانيتوبا ‏.